# Elattoneura longispina
Elattoneura longispina – gatunek ważki z rodziny pióronogowatych (Platycnemididae). Występuje na Półwyspie Malajskim oraz wyspach Borneo i Belitung.